# Helgoland Airlines
Helgoland Airlines war eine deutsche Fluggesellschaft mit Sitz in Sande. Sie war im Inselflug- und Charterverkehr tätig.

## Linienflugverkehr
Helgoland Airlines bediente regelmäßig die Strecken Helgoland–Nordholz–Wilhelmshaven und Helgoland–Nordholz–Hamburg.

## Geschichte
Zur Zeit ihrer Gründung hieß die Gesellschaft noch IAAI Air Service und wurde später umbenannt. Am 29. Januar 2003 wurde die Fluggesellschaft aufgelöst und der Flugbetrieb eingestellt.

## Flotte
- 1 Cessna 404 Titan (D-IORE)
- 1 Britten-Norman BN-2 Islander (D-IORF)